# Olaf Teetz
Olaf Teetz (* 1960) ist ein ehemaliger deutscher Basketballspieler.

## Leben
Der 2,03 Meter große Center spielte von 1983 bis 1986 beim MTV Gießen in der Basketball-Bundesliga. Er kam in dieser Zeit auf 76 Einsätze (4,2 Punkte/Spiel). Später nahm er im Alt-Herren-Bereich mit der Spielgemeinschaft TSV Krofdorf-Gleiberg/VfB 1900 Gießen an Deutschen Meisterschaften teil.